# 3256
3256(삼천이백오십육)은 3255보다 크고 3257보다 작은 자연수다.

## 수학
- 합성수로, 그 약수는 총 16개다. (1, 2, 4, 8, 11, 22, 37, 44, 74, 88, 148, 296, 407, 814, 1628, 3256)
  - 3256의 진약수의 합은 3584이므로, 3256은 과잉수다.
- 22번째 십육각수다. 앞의 십육각수는 2961, 다음은 3565다.
- 31번째 중심있는 칠각수다. 앞의 중심있는 칠각수는 3046, 다음은 3473이다.
- {\displaystyle 3256=6^{2}+7^{2}+8^{2}+9^{2}+10^{2}+11^{2}+12^{2}+13^{2}+14^{2}+\cdots +21^{2}}
  - 연속하는 자연수 16개의 제곱합으로 나타낼 수 있으며, 이 성질을 지닌 앞의 수는 2840, 다음 수는 3704다.
- {\displaystyle 43^{4}-1}은 3256으로 나누어떨어진다.

## 과학·기술
- NGC 3256: 돛자리 방향에 있는 특이은하.
- 타이멕스 컴퓨터 3256(영어판): 타이멕스의 컴퓨터.

## 기타
- 연도: 3256년, 기원전 3256년

## 같이 보기
- 3000